# Badesi
Badesi (galurski: Badèsi) je grad i općina (comune) u pokrajini Sassariju u regiji Sardiniji, Italija. Nalazi se na nadmorskoj visini od 102 metra i ima 1 849 stanovnika.
 Prostire se na 31,30 km2. Gustoća naseljenosti je 59 st/km2.
Susjedne općine su: Trinità d'Agultu e Vignola, Valledoria i Viddalba.